# Lista planetelor minore/137401–137500
Aceasta este Lista planetelor minore/137401–137500; pentru a naviga prin lista completă vezi Lista planetelor minore.
Pentru ale detalii vezi și Proiect:Astronomie sau Portal:Astronomie.
| Nume     | Denumire provizorie | Data descoperirii | Locul descoperirii         | Descoperitor(i) |
| -------- | ------------------- | ----------------- | -------------------------- | --------------- |
| 137401 - | 1999 TM177          | 10 octombrie 1999 | Socorro                    | LINEAR          |
| 137402 - | 1999 TS177          | 10 octombrie 1999 | Socorro                    | LINEAR          |
| 137403 - | 1999 TE178          | 10 octombrie 1999 | Socorro                    | LINEAR          |
| 137404 - | 1999 TT178          | 10 octombrie 1999 | Socorro                    | LINEAR          |
| 137405 - | 1999 TX179          | 10 octombrie 1999 | Socorro                    | LINEAR          |
| 137406 - | 1999 TC180          | 10 octombrie 1999 | Socorro                    | LINEAR          |
| 137407 - | 1999 TK180          | 10 octombrie 1999 | Socorro                    | LINEAR          |
| 137408 - | 1999 TK183          | 11 octombrie 1999 | Socorro                    | LINEAR          |
| 137409 - | 1999 TJ186          | 12 octombrie 1999 | Socorro                    | LINEAR          |
| 137410 - | 1999 TQ186          | 12 octombrie 1999 | Socorro                    | LINEAR          |
| 137411 - | 1999 TS188          | 12 octombrie 1999 | Socorro                    | LINEAR          |
| 137412 - | 1999 TM189          | 12 octombrie 1999 | Socorro                    | LINEAR          |
| 137413 - | 1999 TY189          | 12 octombrie 1999 | Socorro                    | LINEAR          |
| 137414 - | 1999 TB190          | 12 octombrie 1999 | Socorro                    | LINEAR          |
| 137415 - | 1999 TY192          | 12 octombrie 1999 | Socorro                    | LINEAR          |
| 137416 - | 1999 TW193          | 12 octombrie 1999 | Socorro                    | LINEAR          |
| 137417 - | 1999 TW194          | 12 octombrie 1999 | Socorro                    | LINEAR          |
| 137418 - | 1999 TK195          | 12 octombrie 1999 | Socorro                    | LINEAR          |
| 137419 - | 1999 TN195          | 12 octombrie 1999 | Socorro                    | LINEAR          |
| 137420 - | 1999 TT195          | 12 octombrie 1999 | Socorro                    | LINEAR          |
| 137421 - | 1999 TR199          | 12 octombrie 1999 | Socorro                    | LINEAR          |
| 137422 - | 1999 TE202          | 13 octombrie 1999 | Socorro                    | LINEAR          |
| 137423 - | 1999 TO202          | 13 octombrie 1999 | Socorro                    | LINEAR          |
| 137424 - | 1999 TY202          | 13 octombrie 1999 | Socorro                    | LINEAR          |
| 137425 - | 1999 TV205          | 13 octombrie 1999 | Socorro                    | LINEAR          |
| 137426 - | 1999 TM207          | 14 octombrie 1999 | Socorro                    | LINEAR          |
| 137427 - | 1999 TF211          | 15 octombrie 1999 | Socorro                    | LINEAR          |
| 137428 - | 1999 TJ211          | 15 octombrie 1999 | Socorro                    | LINEAR          |
| 137429 - | 1999 TX212          | 15 octombrie 1999 | Socorro                    | LINEAR          |
| 137430 - | 1999 TA213          | 15 octombrie 1999 | Socorro                    | LINEAR          |
| 137431 - | 1999 TU215          | 15 octombrie 1999 | Socorro                    | LINEAR          |
| 137432 - | 1999 TD216          | 15 octombrie 1999 | Socorro                    | LINEAR          |
| 137433 - | 1999 TT216          | 15 octombrie 1999 | Socorro                    | LINEAR          |
| 137434 - | 1999 TQ219          | 1 octombrie 1999  | Catalina                   | CSS             |
| 137435 - | 1999 TE220          | 1 octombrie 1999  | Catalina                   | CSS             |
| 137436 - | 1999 TE226          | 2 octombrie 1999  | Kitt Peak                  | Spacewatch      |
| 137437 - | 1999 TG229          | 4 octombrie 1999  | Socorro                    | LINEAR          |
| 137438 - | 1999 TP232          | 5 octombrie 1999  | Catalina                   | CSS             |
| 137439 - | 1999 TL233          | 3 octombrie 1999  | Socorro                    | LINEAR          |
| 137440 - | 1999 TX235          | 3 octombrie 1999  | Catalina                   | CSS             |
| 137441 - | 1999 TG238          | 4 octombrie 1999  | Catalina                   | CSS             |
| 137442 - | 1999 TJ239          | 4 octombrie 1999  | Catalina                   | CSS             |
| 137443 - | 1999 TK240          | 4 octombrie 1999  | Catalina                   | CSS             |
| 137444 - | 1999 TE245          | 12 octombrie 1999 | Socorro                    | LINEAR          |
| 137445 - | 1999 TE247          | 6 octombrie 1999  | Socorro                    | LINEAR          |
| 137446 - | 1999 TW252          | 9 octombrie 1999  | Socorro                    | LINEAR          |
| 137447 - | 1999 TN254          | 8 octombrie 1999  | Socorro                    | LINEAR          |
| 137448 - | 1999 TS257          | 9 octombrie 1999  | Socorro                    | LINEAR          |
| 137449 - | 1999 TB264          | 15 octombrie 1999 | Kitt Peak                  | Spacewatch      |
| 137450 - | 1999 TG273          | 5 octombrie 1999  | Socorro                    | LINEAR          |
| 137451 - | 1999 TD280          | 7 octombrie 1999  | Socorro                    | LINEAR          |
| 137452 - | 1999 TW281          | 8 octombrie 1999  | Socorro                    | LINEAR          |
| 137453 - | 1999 TL283          | 9 octombrie 1999  | Socorro                    | LINEAR          |
| 137454 - | 1999 TT283          | 9 octombrie 1999  | Socorro                    | LINEAR          |
| 137455 - | 1999 TE285          | 9 octombrie 1999  | Socorro                    | LINEAR          |
| 137456 - | 1999 TF288          | 10 octombrie 1999 | Socorro                    | LINEAR          |
| 137457 - | 1999 TC289          | 10 octombrie 1999 | Socorro                    | LINEAR          |
| 137458 - | 1999 TD290          | 10 octombrie 1999 | Socorro                    | LINEAR          |
| 137459 - | 1999 TH293          | 12 octombrie 1999 | Socorro                    | LINEAR          |
| 137460 - | 1999 TN313          | 6 octombrie 1999  | Socorro                    | LINEAR          |
| 137461 - | 1999 TJ316          | 10 octombrie 1999 | Kitt Peak                  | Spacewatch      |
| 137462 - | 1999 TN316          | 10 octombrie 1999 | Kitt Peak                  | Spacewatch      |
| 137463 - | 1999 TT320          | 10 octombrie 1999 | Socorro                    | LINEAR          |
| 137464 - | 1999 TV320          | 10 octombrie 1999 | Socorro                    | LINEAR          |
| 137465 - | 1999 UG3            | 19 octombrie 1999 | Bergisch Gladbach⁠(d)       | W. Bickel⁠(d)    |
| 137466 - | 1999 UB4            | 27 octombrie 1999 | Starkenburg Observatory⁠(d) | Starkenburg⁠(d)  |
| 137467 - | 1999 UN9            | 29 octombrie 1999 | Catalina                   | CSS             |
| 137468 - | 1999 UT11           | 29 octombrie 1999 | Kitt Peak                  | Spacewatch      |
| 137469 - | 1999 UE14           | 29 octombrie 1999 | Catalina                   | CSS             |
| 137470 - | 1999 UX15           | 29 octombrie 1999 | Catalina                   | CSS             |
| 137471 - | 1999 UN16           | 29 octombrie 1999 | Catalina                   | CSS             |
| 137472 - | 1999 UW16           | 29 octombrie 1999 | Catalina                   | CSS             |
| 137473 - | 1999 UY16           | 30 octombrie 1999 | Catalina                   | CSS             |
| 137474 - | 1999 UT17           | 30 octombrie 1999 | Kitt Peak                  | Spacewatch      |
| 137475 - | 1999 UD19           | 30 octombrie 1999 | Kitt Peak                  | Spacewatch      |
| 137476 - | 1999 UC20           | 31 octombrie 1999 | Kitt Peak                  | Spacewatch      |
| 137477 - | 1999 UG20           | 31 octombrie 1999 | Kitt Peak                  | Spacewatch      |
| 137478 - | 1999 UP21           | 31 octombrie 1999 | Kitt Peak                  | Spacewatch      |
| 137479 - | 1999 UC24           | 28 octombrie 1999 | Catalina                   | CSS             |
| 137480 - | 1999 UD30           | 31 octombrie 1999 | Kitt Peak                  | Spacewatch      |
| 137481 - | 1999 UJ30           | 31 octombrie 1999 | Kitt Peak                  | Spacewatch      |
| 137482 - | 1999 UM30           | 31 octombrie 1999 | Kitt Peak                  | Spacewatch      |
| 137483 - | 1999 UT32           | 31 octombrie 1999 | Kitt Peak                  | Spacewatch      |
| 137484 - | 1999 UK34           | 31 octombrie 1999 | Kitt Peak                  | Spacewatch      |
| 137485 - | 1999 UR35           | 30 octombrie 1999 | Kitt Peak                  | Spacewatch      |
| 137486 - | 1999 UY35           | 31 octombrie 1999 | Kitt Peak                  | Spacewatch      |
| 137487 - | 1999 UA37           | 16 octombrie 1999 | Kitt Peak                  | Spacewatch      |
| 137488 - | 1999 UG44           | 29 octombrie 1999 | Catalina                   | CSS             |
| 137489 - | 1999 UN45           | 31 octombrie 1999 | Catalina                   | CSS             |
| 137490 - | 1999 UQ50           | 30 octombrie 1999 | Catalina                   | CSS             |
| 137491 - | 1999 UD51           | 31 octombrie 1999 | Catalina                   | CSS             |
| 137492 - | 1999 UM51           | 31 octombrie 1999 | Catalina                   | CSS             |
| 137493 - | 1999 UO51           | 31 octombrie 1999 | Catalina                   | CSS             |
| 137494 - | 1999 UJ52           | 31 octombrie 1999 | Catalina                   | CSS             |
| 137495 - | 1999 UH53           | 21 octombrie 1999 | Socorro                    | LINEAR          |
| 137496 - | 1999 UM53           | 19 octombrie 1999 | Kitt Peak                  | Spacewatch      |
| 137497 - | 1999 VH             | 1 noiembrie 1999  | Ondřejov⁠(d)                | L. Šarounová⁠(d) |
| 137498 - | 1999 VP8            | 7 noiembrie 1999  | Gnosca⁠(d)                  | S. Sposetti⁠(d)  |
| 137499 - | 1999 VS11           | 5 noiembrie 1999  | Farpoint                   | Farpoint        |
| 137500 - | 1999 VG13           | 1 noiembrie 1999  | Socorro                    | LINEAR          |